# Khardigud, Devadurga
Khardigud là một làng thuộc tehsil Devadurga, huyện Raichur, bang Karnataka, Ấn Độ.